# Landelijke fietsroute 21
De Landelijke fietsroute 21 of LF21 is een LF-route in Nederland tussen Amsterdam en de Afsluitdijk, een route van ongeveer 145 kilometer. De route is onderdeel van de Zuiderzeeroute.
Het fietspad loopt door de provincies Noord-Holland en Friesland.
De route van Amsterdam naar de Afsluitdijk heeft het nummer LF21a en de route van de Afsluitdijk naar Amsterdam LF21b.